# Superjúpiter

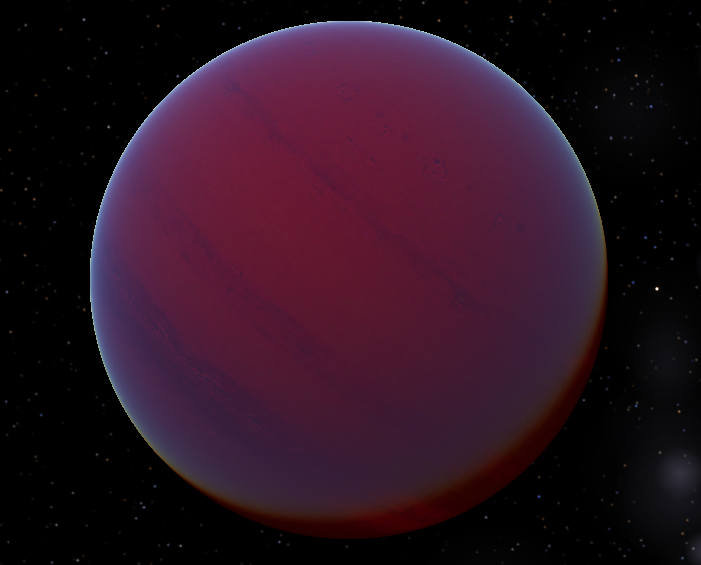
Conceptualización artística de HD 29587 B una enana marrón orbitando a la estrella HD 29587, a la que se le estima una masa 55 veces mayor que Júpiter.

Un superjúpiter  o superjoviano es un objeto astronómico mucho más masivo que el planeta Júpiter. Por ejemplo, subrestrellas compañeras rozando el límite de enanas marrones han sido calificadas de superjúpiters, como la que orbita a Kappa Andromedae.
Los planetas superjovianos, a pesar de que puedan tener varias veces la masa de Júpiter, poseen un radio muy similar (una o dos veces su radio). Esto se debe a que cuanto más masivo es un objeto más intensa es la fuerza de la gravedad sobre sí mismo, tendiendo a reducir su radio.
La línea de separación entre superplanetas y enanas marrones es algo difusa. Según la IAU, se considera que un cuerpo celeste de más de 13 masas de Júpiter (el equivalente a 4133 veces la masa de la Tierra) es una enana marrón, ya que con esta masa es en teoría posible consumir deuterio mediante reacciones nucleares en su interior. Sin embargo, en 2002 el equipo de astrónomos del Observatorio de Ginebra halló lo que parecía un planeta muy masivo orbitando alrededor y muy cerca de la estrella HD 202206. Las evidencias mostraban que el planeta tenía una masa superior a 17 masas de Júpiter, por lo que en teoría debería ser clasificado como enana marrón. No obstante, el objeto se comporta exactamente como un planeta; incluso posee una sincronía 5:1 con el segundo planeta de dicho sistema estelar.
Para el año 2011 había 180 objetos conocidos calificados como súperjúpiters, algunos calientes, otros fríos. A pesar de que su masa es mayor que el de Júpiter, muchos siguen teniendo su mismo tamaño, incluso hasta los que son 80 veces más masivos. Esto significa que su gravedad en la superficie y su densidad suben proporcionalmente con su masa. El aumento de la masa comprime el planeta debido a la gravedad, impidiéndole por lo tanto ser más grande. Los superjúpiters pueden ser hasta tres veces más densos que el elemento más denso conocido, el osmio, cuya densidad y gravedad llega a ser hasta un centenar de veces más fuerte que la de la Tierra. En comparación, los planetas un poco más ligeros que Júpiter pueden ser más grandes, los llamados "planetas hinchados" (gigantes de gas con un diámetro grande, pero de baja densidad). Un ejemplo de esto puede ser el exoplaneta HAT-P-1b con cerca de la mitad de la masa de Júpiter, pero con un diámetro aproximadamente 1,38 veces mayor.
Corot-3b, con una masa de alrededor de 22 Júpiters, tiene una densidad media estimada de 26,4 g/cm³, mayor que el osmio (22,6 g/cm³), el elemento natural más denso en condiciones estándar. La compresión extrema de la materia en su interior hace que la densidad aumente, ya que está probablemente compuesto de hidrógeno principalmente. La gravedad superficial también es alta, más de 50 veces la de la Tierra.
En 2012, el superjúpiter Kappa Andromedae b fue fotografiado cerca de la estrella Kappa Andromedae, orbitando a 1,8 veces la distancia a la que orbita Neptuno del Sol.

## Lecturas externas
- Brown dwarfs: Failed stars, super Jupiters (2008)

- Datos: Q4021955